# Данкельман, Бернгард Энгельберт Иосиф
Бернгард Энгельберт Иосиф Данкельман (нем. Bernhard Engelbert Joseph Danckelmann; 1831—1901) — немецкий лесовод.

## Биография

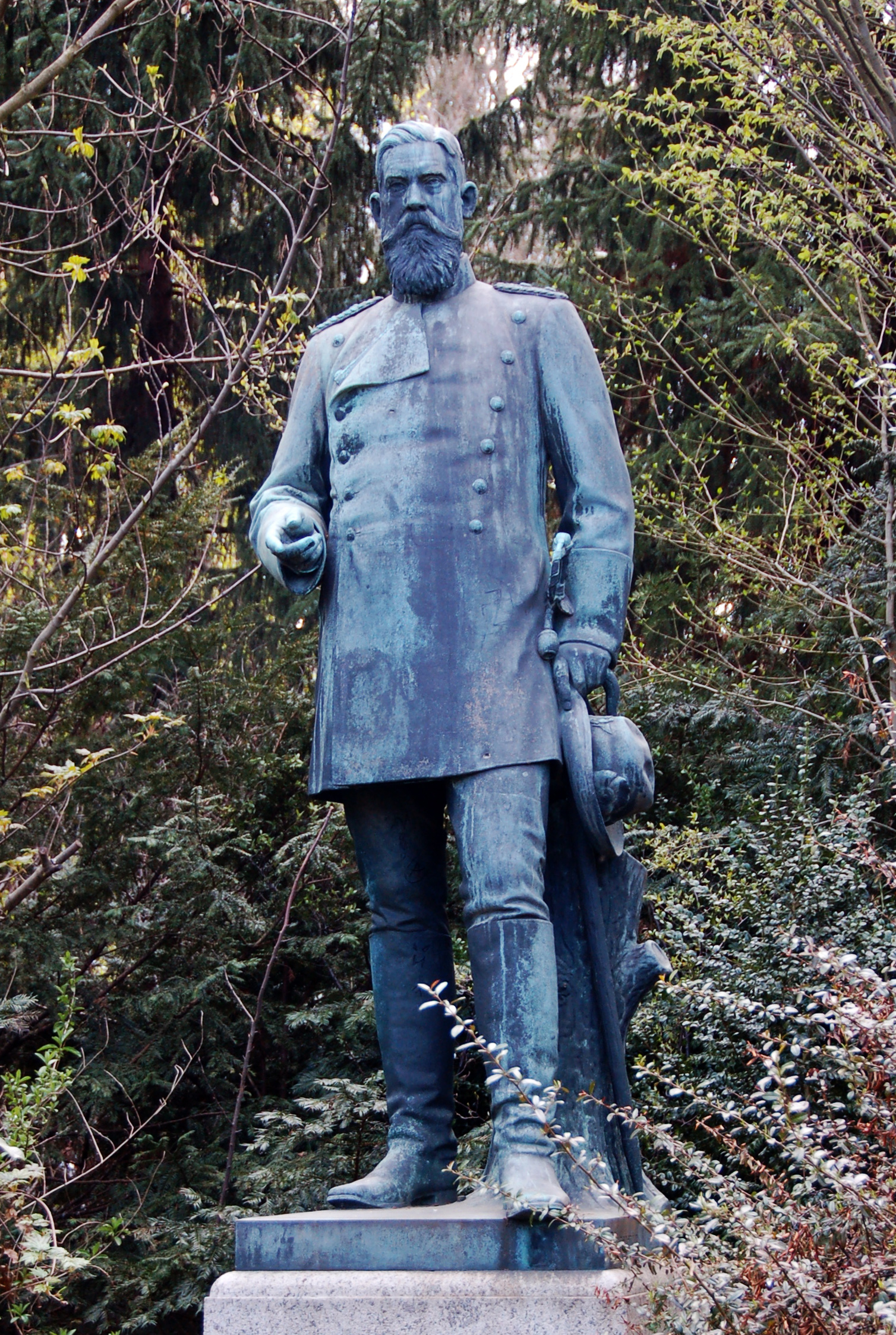
Памятник Бернгарду Данкельману

Родился 5 апреля 1831 года в доме лесника в Арнсберге.
Среднее образование получил в Падерборне. В 1852 году окончил Эберсвальдскую лесную академию. После этого несколько лет работал лесником.
В 1855—1856 годах изучал право и политологию в Берлинском университете. После этого некоторое время работал во внешней лесной службе и в 1862 году стал лесником в Гамбахе — в de:Hambacher Forst  (нем.). Два года спустя он стал лесным инспектором в Потсдаме, а ещё через два года, в 1866 году, — профессором и директором Эберсвальдской лесной академии, в которой когда-то получил образование.
С 1867 года был редактором основанных им журнала «Zeitschrift der Forst- und Jagdwesen» и ежегодника «Jahrbuch der Preussischen Forst- und Jagd-Gesetzgebung und Verwaltung». 
Будучи экспертом в области охотничьего и лесного права, с 1890 года он был членом второй комиссии по разработке Гражданского кодекса и экспертом рейхстага. 
В 1900 году он был избран почётным гражданином Эберсвальде, где и умер 19 января 1901 года.
Автор сочинения: «Forstakademien oder allgemeine Hochschulen» (1872); «Die Forstakademie Eberswalde von 1830 bis 1880» (1880); «Die Ablösung und Regelung der Waldgrandgerechtigkeiten» (3 части 1880—88); «Gemeindewald und Genossenwald» (1882); «Die deutschen Nutzholzzölle» (1883); «Ueber die Grenze des Servitutrechts etc.» (1884); «Denkschrift vom 5 März 1885 betreffend die Erhöhung der Nutzholzzölle» (1885). 